# جاندان ارچتین
جاندان ارچتین (به ترکی استانبولی: Candan Erçetin) یکی از خوانندگان زن موسیقی پاپ ترکیه است. او متولد ۱۰ فوریه ۱۹۶۳ در شهر کیرکلار اِلی ترکیه است. پدر او از آلبانی تبارهای اسکوپیه (مقدونیه) و مادرش اهل پریشتینا پایتخت کوزوو هستند که به ترکیه مهاجرت کرده‌اند.
او دبیرستان را در دبیرستان گالاتاسرای استانبول گذراند و بعد در دانشگاه استانبول مدرک خود را در رشته باستان‌شناسی گرفت. او هم‌اکنون در دانشگاه گالاتاسارای استانبول به تدریس موسیقی مشغول است.
او در ژانویه سال ۲۰۱۴ نشان ادبیات و هنر را از فرانسوا اولاند، رئیس‌جمهور فرانسه دریافت کرد.

## آلبوم‌ها
- ۱۹۹۶ حاضرم
- ۱۹۹۶ عاشق شدم و کسی عاشقم نشد
- ۱۹۹۷ چشم‌چران
- ۱۹۹۸ دیگر درنگ نکن
- ۲۰۰۰ البته
- ۲۰۰۱ فراموش کن عاشق نشو
- ۲۰۰۲ چرا
- Chante Hier Pour Aujourd'hui ۲۰۰۳ (به فرانسوی)
- ۲۰۰۴ فرشته
- Remix۵ ۲۰۰۵
- ۲۰۰۵ امان دکتر (به ترکی و یونانی)
- ۲۰۰۹ در ایستگاه قلب‌های شکسته
- ۲۰۱۱ ارنجمنت (به فرانسوی و ترکی)
- ۲۰۱۳ میلیون‌ها پرنده بودیم
- ۲۰۱۵ آه چشم این آهنگ‌ها کور شود